# Rhodothyrsus
Rhodothyrsus es un género de plantas con flores perteneciente a la familia Euphorbiaceae, recentemente descubierta en Sudamérica. Comprende dos especies. Es originario del sur de América tropical.

## Taxonomía
El género fue descrito por Hans-Joachim Esser y publicado en Brittonia 51(2): 177. 1999.

## Especies aceptadas
A continuación se brinda un listado de las especies del género Rhodothyrsus aceptadas hasta octubre de 2012, ordenadas alfabéticamente. Para cada una se indica el nombre binomial seguido del autor, abreviado según las convenciones y usos.
- Rhodothyrsus hirsutus Esser
- Rhodothyrsus macrophyllus (Ducke) Esser